# 18883 Domegge
Asteroid 18883 Domegge was được phát hiện bởi Gina Fedon và Mark Abraham from their EverStaR Observatory. The name was chosen by Gina, who grew up ở Domegge di Cadore, a village in the Italian Eastern Alps, DolomitesBản mẫu:MPCit JPL. She remembered the nights she spent looking up ở the stars outside her childhood home, và as her interest ở astronomy started there, she thought the name would be appropriate.